# Château d'Arry (Moselle)
Pour les articles homonymes, voir Château d'Arry.
Le château d'Arry est une place forte située à Arry en Moselle. Détruit durant la Seconde Guerre mondiale il en reste un jardin en terrasse avec panorama sur la rivière Moselle au milieu duquel s'écoule un ruisseau partant d'une cascade sculptée et d'un bassin XVIIIe siècle.
Les jardins sont inscrits au titre des monuments historiques depuis le 18 septembre 1996 alors que certaines parties du parc font l’objet d’un classement depuis août 1998.

## Histoire
Vers 1707, Arry n'était qu'une maison forte lorsque Louis Charpentier l'acquiert. Prévôt et Gruyer de Briey, il est anobli et fait Grand Gruyer de Lorraine et du Barrois par le duc Léopold en 1714. C'est probablement vers cette époque qu'il fait construire le château. Resté inconnu à ce jour, l'architecte a conçu un plan ambitieux et original à la fois : un corps central en creux, flanqué de deux pavillons carrés s accompagne de deux vastes ailes déployées.
Le corps central et les pavillons sont couverts par une charpente à brisis contrastant avec les ailes, pourvues d'une toiture dissimulée par une balustrade. Étagés sur trois niveaux, les jardins peuvent être de la même main: l'importance donnée aux ouvrages de maçonnerie (soutènements et escaliers) est davantage le fait d'un architecte que d'un jardinier.
À sa mort, en 1743, la création de L. Charpentier de Neuvron, sera poursuivie par son fils Pierre qui occupera les mêmes fonctions et terminera sa carrière comme président à mortier du parlement de Metz. Décédé à son tour en 1753, il laisse la propriété à son épouse, Anne-Agathe. Passionnée de botanique, elle contribue probablement pour beaucoup à l'enrichissement des jardins. Dans son ouvrage Vallenus Lotharingiae (1769), le médecin Pierre-Joseph Buchoz mentionne qu'elle cultive «plusieurs belles plantes qui excitent l'admiration des étrangers».
Vendu en 1818 à Charles Claude Jacquinot, baron d'Empire, lieutenant général et pair de France, Arry garde intactes ses dispositions du XVIIIe siècle dans les parties hautes. Mises au goût du jour dans le style pittoresque, les terrasses basses sont plantées d'essences rares (thuya géant, hêtres pourpres, hêtre à feuille de fougère) et la longue cascade est retravaillée à la manière d'un petit torrent.
À la fin du XIXe siècle, il appartient au comte de Gavroy. Il passe par le mariage de sa fille unique Jeanne-Eugénie à la famille Pauline d'Elbeuf, qui ne l'habite plus à partir de la fin des années 1920. Il est à partir de 1930 loué à la Chambre de commerce de Nancy qui en fait une colonie de vacances.
Le château a été entièrement détruit durant la Seconde Guerre mondiale en 1946.
La propriété appartient aujourd'hui à la Fédération familles de France de Moselle qui y gère un centre de loisirs.

## Parc
Les jardins sont ordonnés en terrasses, suivant trois axes avec dans l'axe médian un escalier à courbes et contre-courbes de style Louis XV. Une chute d'eau alimente un canal qui se continue jusqu'en bas du jardin où se trouve un pont-portique de trois arcades. 
Des plantations d'arbres de diverses essences, et en particulier de hêtre ont été effectuées à la fin du XIXe siècle dans cette partie basse.
Les jardins à la française et l'emprise du château détruit ont été inscrits monument historique 18 septembre 1996 puis le mur de terrasse, l'escalier, les deux bassins circulaires, l'escalier de style Louis XV et sa nymphe, le canal et ses murs de terrasse, le pont-portique, le ruisseau et son bassin de réception ont été classés le 13 août 1998